# Qasr Ibrim
Qasr Ibrim (arabe : قصر ابريم) est un site archéologique de Basse-Nubie situé à 240 km d'Assouan et à 50 km de la frontière soudano-égyptienne sur la rive droite du Nil. La ville fortifiée occupait une falaise surplombant le fleuve de 60 m, elle dominait le site d'Aniba, situé sur la rive opposée, siège du gouverneur de la province de Wava à l'époque pharaonique.
La mise en eau du lac Nasser, après la création du haut barrage d'Assouan, a transformé le lieu en une île et a noyé ses abords. Qasr Ibrim est le seul site archéologique majeur en Basse-Nubie à avoir survécu à la montée des eaux provoquée par la mise en service du grand barrage d'Assouan.

## Description et intérêt du site
Avant la mise en eau du barrage d'Assouan, Qasr Ibrim occupait un promontoire entouré de falaises de 60 mètres de haut, surplombé par les murailles de la ville atteignant par endroit une hauteur de 9 m. La forteresse dominait la vallée du Nil et était visible de loin en amont ou en aval. Cette situation l'a sauvegardé des destructions occasionnées par les crues du Nil sur d'autres sites archéologiques.
Les remparts entouraient une ville occupant un espace d'environ 250 m de long sur 175 m de large. Une seule porte, ouverte dans les remparts, permettait d'accéder à l'intérieur de la cité. Le plan de la ville dressé par les archéologues témoigne de la densité des constructions à l'intérieur de l'enceinte.
Le site a été occupé pendant près de 3000 ans, les plus anciens vestiges datent de la XVIIIe dynastie, la ville était alors l'un des centres administratifs de la province de Basse Nubie. Plus tard, elle deviendra un centre de pouvoir, un centre religieux et un lieu de pèlerinage à l'époque kushite. À la fin du Ier siècle av. J.-C., les Romains en font un avant-poste avec une  garnison. À partir du VIe siècle, le christianisme s'installe, une cathédrale est construite, la ville est le siège d'un évêché, et de nouveau un lieu de pèlerinage et un centre administratif, le vice-roi de la province, l'Éparque de Nobatie y réside. Au XVIe siècle, les Ottomans prennent la ville et y installent une garnison. Ils en seront chassés par les Égyptiens au début du XIXe siècle et la forteresse est définitivement abandonnée en 1813.
L'intérêt archéologique du site réside dans plusieurs caractéristiques exceptionnelles, rarement rencontrées sur d'autres sites fouillés :
- sa position élevée qui l'a protégé des inondations ainsi que la sécheresse du climat ; des vestiges de toute nature et de toute période ont ainsi été préservés dans un remarquable état de conservation ;
- la diversité des cultures présentes sur le site durant 3000 ans ;
- la masse considérable de documents gravés ou écrits trouvés durant les fouilles[1].

## Histoire

### Influence égyptienne
L'influence de l'Égypte en Nubie a débuté vers 2000 avant notre ère, lorsque les Égyptiens ont envahi la région et revendiqué sa souveraineté. De nombreux artefacts égyptiens et des preuves de l'utilisation de l'architecture égyptienne ont été trouvés à Qasr Ibrim. 
Des indices archéologiques apparaissent à partir du milieu du IIe millénaire av. J.-C.. Les vice-rois de Nubie creusent des spéos dans les falaises entourant le site lors des règnes d'Hatchepsout, Thoutmôsis III, Amenhotep III (XVIIIe dynastie) et Ramsès II (XIXe dynastie).  Les fouilles n'ont cependant pas révélé d'occupation du sommet de Qsar Ibim datant de cette époque excepté quelques sépultures qui pourraient dater du Nouvel Empire.
La première inscription sur le site est une stèle datant du règne d'Amenhotep Ier, deuxième souverain de la XVIIIe dynastie. La stèle a été trouvée durant les fouilles de la cathédrale, où elle avait été réemployée dans l'une des cryptes de l'église. Elle se trouve maintenant au British Museum.

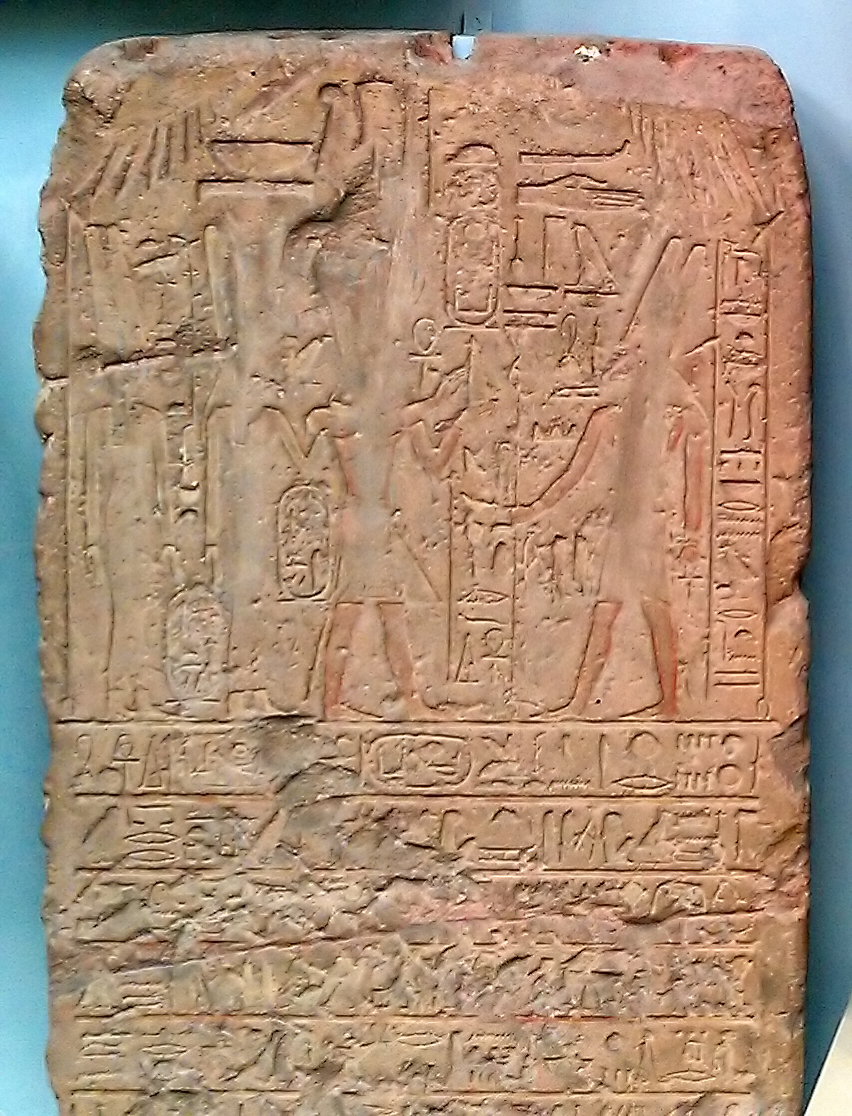
Stèle en grès datée du règne du pharaon Amenhotep Ier (XVIIIe dynastie) - British Museum

Un cartouche de Thoutmôsis II (XVIIIe dynastie) a également été trouvée sur le site.
Les fouilles ont révélé des traces de fortifications égyptienne datant de la fin du Nouvel Empire ou de la 3ème période intermédiaire, Pamela Rose émet l'hypothèse que ces fortifications auraient pu être nécessaire lors de la guerre civile déclenchée par Panehesy, vice roi de Nubie, durant le règne de Ramsès XI.
Une grande stèle de pierre dédiée par Séthi Ier à son vice-roi du royaume de Koush, Amenemopet, qui était localisé au sud de la forteresse de Qasr Ibrim, a été transférée à proximité d'Assouan. 
Vers -680, le pharaon Taharqa (690-664 BC) de la XXVe dynastie, construit un temple en briques d'adobe dédié à Isis. Le nom du Pharaon est mentionné sur le linteau et les jambages de l'entrée ainsi que sur les 4 colonnes qui supportaient le toit. Deux peintures murales représentaient le pharaon à l'intérieur du sanctuaire, l'une a été détruite par les inondations de 2000, l'autre est au Musée Nubien d'Assouan. Ce temple fut converti en église et une grande partie de son décor a disparu . 
Quelques objets funéraires datent de la même époque : une statuette d'Osiris, des amulettes, des figurines et un papyrus représentant une scène d'oracle (un oracle officiait peut-être sur le site à cette époque).

### Occupation lagide
Le seul élément découvert attestant d'une présence ptolémaïque (ou lagide) est un terre-plein (le podium) qui pourrait dater de cette période. L'écriture grecque qui se répand en Égypte après sa conquête par Alexandre le Grand (332 av. J.C.) commence à apparaitre dans la cité, les premiers papyri découverts par les archéologues et utilisant cette écriture datent de cette époque.

### Occupation méroitique
Qasr Ibrim est plus tard occupé par le Royaume méroitique de Koush. Les habitants y construisent des temples (dont une partie des pierres serviront à construire la cathédrale chrétienne), des dignitaires religieux y sont ensevelis. Qasr Ibrim devient un important centre religieux et un lieu de pèlerinage. La ville comptait sept temples datés principalement des IVe – IIIe siècles av. J.-C., l'un d'entre eux jouxte le temple égyptien de Taharqa, il est dédié à Amon de Primis (Primis : nom de Qasr Ibrim à cette époque). Ce temple contenait de nombreux fragments de peintures murales. Le roi Yesbokhe Amani y fit installer deux statues de lion à son entrée. Les ruines d'un autre temple (détruit à l'époque chrétienne) révélèrent également des éléments de décoration (plaques de bois peintes). La ville était un lieu de pèlerinage où étaient rendus des oracles.   
De ces ruines furent extraits un nombre considérable de papyri et de plaques de bois écrits en langue méroitique, la plupart d'entre eux n'étaient pas encore été déchiffrés en 2011. De nombreuses inscriptions sont également laissées par les pèlerins visitant le site, la plupart sont en grec mais quelques-unes sont en méroitique. Des écrits en grec datés des IIe – Ier siècles av. J.-C. ont également été découverts, ils traitent d'aspects administratifs ou commerciaux ; les archéologues ont même trouvé un extrait de l'Odyssée en grec.  
L'effondrement du royaume de Méroé donne naissance à de petits États autonomes. L'un d'entre eux a Qasr Ibrim pour capitale. Les habitants construisent de nombreuses maisons dont certaines comportent de grandes caves, elles contiennent beaucoup de poteries et parfois des monceaux de tiges de lablab ainsi que des ossements de poulet (plus ancienne présence attestée de ces animaux au sud du tropique du Cancer). L'une des maisons, bâtie solidement en pierre, appelée la "taverne" par les archéologues contenaient des amphores, des récipients pour la boisson et des restes de vigne. Beaucoup de ces amphores importées depuis le nord de la Nubie comportaient des inscriptions en démotique.   
Ce petit État était en conflit avec les États voisins mais avait également des relations diplomatiques avec l’Égypte romaine.

### Occupation romaine

Égypte romaine

L'occupation romaine de Qasr Ibrim date de leur lutte contre le royaume de Méroé qui tentait de s'étendre vers la basse Nubie. Après la victoire des troupes romaines commandées par Caius Cornelius Gallus contre les Koushites, une garnison romaine s'installe sur le site vers 30 avant J.C. Les Romains occupent alors la province du Triacontaschène qui s'étendait plus au sud au delà de Qasr Ibrim. Un accord avec les rois de Méroé permet à cette région de devenir un état vassal de l’Égypte romaine. En 24 avant J.C., les Romains lancent une campagne en Arabie, les dirigeants de Méroé en profitent pour franchir la frontière et attaquer Assouan, Elephantine et Philae, réduisant leurs habitants en esclavage et détruisant la statue de Caesar Augustus. Le nouveau préfet d’Égypte, Petronius, réagit et avec 10 000 hommes d'infanterie et 800 cavaliers, reprend le contrôle du Triacontaschène. Il renforce la garnison romaine de Qasr Ibrim la portant à 400 hommes. Un traité est signé avec Méroé et les Romains se retirent d'une grande partie du Triacontaschène, ne conservant leur contrôle que sur le Dodécaschène, ces faits sont relatés dans un récit de Strabon.  
Qasr Ibrim a joué un rôle clé dans la défense de la province du Dodécaschène et a probablement été détenu jusqu'à 100 ou même plus tard. La forteresse, construite par les ingénieurs militaires romains, était la plus forte de la vallée du Nil. À cette époque, la ville s'appelait Primis.  
Les traces de l'occupation romaine ont été trouvées en grand nombre durant les fouilles : projectiles de catapulte, ceintures, sandales et vêtements romains. À partir de cette époque, de nombreux documents découverts sur le site sont écrits en grec.  
Au Ier siècle, la population méroitique semble reprendre peu à peu le contrôle de l'administration de la ville, les documents écrits dans leur langue deviennent dominants. Mais après l'effondrement de l'empire koushite au IVe siècle, les écrits disparaissent totalement de Qasr Ibrim. C'est à cette époque que Blemmyies et Nobates se disputent le contrôle de la région jusqu'à la victoire du roi de Nobatie, Silko. Les Nobates établissent leur capitale à Qasr Ibrim, ils la transféreront plus tard à Faras,

### Période chrétienne
Qasr Ibrim est la capitale de Nobatie au début de l'existence de ce royaume, puis la ville est le siège de l'éparque de Nobatie, véritable vice-roi de la province, à partir de son appartenance au royaume de Makurie.   
La ville aurait été en grande partie reconstruite au VIe siècle, elle comportait un nombre important de maisons à étages, le rez-de-chaussée ayant pu être à usage commercial. Le fait le plus surprenant pour les archéologues fut la quantité impressionnante de déchets accumulés sur le site et à l'extérieur des remparts.   
Des moines coptes s'installent sur le site au VIe siècle, transformant les temples en églises[réf. nécessaire].   

La ville est très tôt une cité épiscopale (VIIe siècle) et un centre de pèlerinage. Les évêques nubiens y ont leur cathédrale jusqu'au XIVe siècle, plusieurs d'entre eux ont été inhumés dans deux cryptes situées sous la cathédrale.    

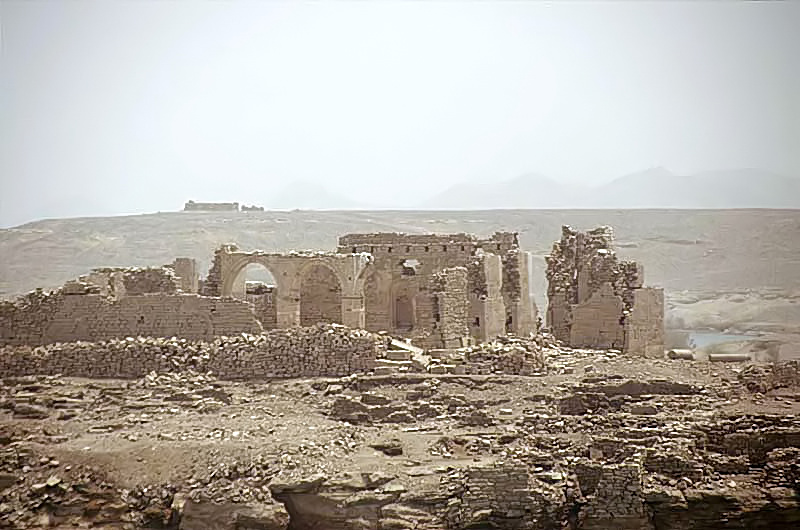
Ruines de la cathédrale représentative de l'Architecture nubienne.

Selon W.Y. Adams, la ville était essentiellement un centre religieux, un centre administratif et un centre de pouvoir (lieu de résidence de l'éparque), les fonctions domestiques étant reléguées à l'extérieur de la ville.    
Outre la cathédrale, la ville possédait plusieurs églises dont l'une était associée à un petit complexe monastique.   
Un an après l'accession au pouvoir des Ayyoubides en Égypte en 1171, l'armée nubienne, alliée aux anciens contingents noirs africains des Fatimides, tente d'occuper la Haute-Égypte et met à sac Assouan, le Kanz al-Dawla (dignitaire des Banu Kanz, gouverneur d'Assouan) demande l'assistance militaire de Saladin. Les Ayyoubides et les Banu Kanz chassent les Nubiens et les unités de l'armée rebelle fatimide de la Haute-Égypte. En 1172-1173, Saladin envoie une armée commandée par son frère Turansha pour mener une action punitive contre les Nubiens. Ils occupent Qasr Ibrim et attaquent Faras où ils tuent l'évêque. Durant quelques années, Qasr Ibrim est donnée en fief (iqta) à Ibrahim al Kurdi qui occupe la ville avec son contingent kurde.    
En 1174, les Banu Kanz, qui voient leurs privilèges se réduire au profit des Ayyoubides, se révoltent contre Saladin. Celui-ci envoie une corps expéditionnaire dans le sud de l’Égypte, les Banu Kanz sont battus et se réfugient en grand nombre en Nobatie. Banu Kanz et Nobates se marient entre eux ce qui favorise l'expansion de l'islam et de la langue arabe.   
En 1175, les Kurdes se retirent de Qasr Ibrim qui est réoccupée par les Nubiens. Les fortifications sont rebâties, et Qasr Ibrim reprend sa fonction administrative.    
Après l'arrivée des Banu Kanz dans cette région, la Makurie semble avoir perdu le contrôle de la province de Nobatie.   
De très nombreux textes datant de cette époque ont été découverts lors des fouilles. Ils sont, pour la plupart écrits en grec mais également en copte (les Nubiens créeront plus tard leur propre langage écrit inspiré du grec et du copte : le nubien ancien).   
La présence de la résidence de l'éparque de Nobatie à l'intérieur du site a généré un nombre important de correspondances, il n'y avait pas réellement de bâtiments administratifs, les documents ont été découverts à l'intérieur de maisons qui étaient probablement les résidences de l'éparque ou de sa famille.   
Beaucoup d'écrits religieux ont également été trouvés, Qasr Ibrim étant en effet le siège d'un évêché. Le grec est alors le langage liturgique officiel, et tous les textes religieux de la Nubie chrétienne sont écrits dans cette langue.       

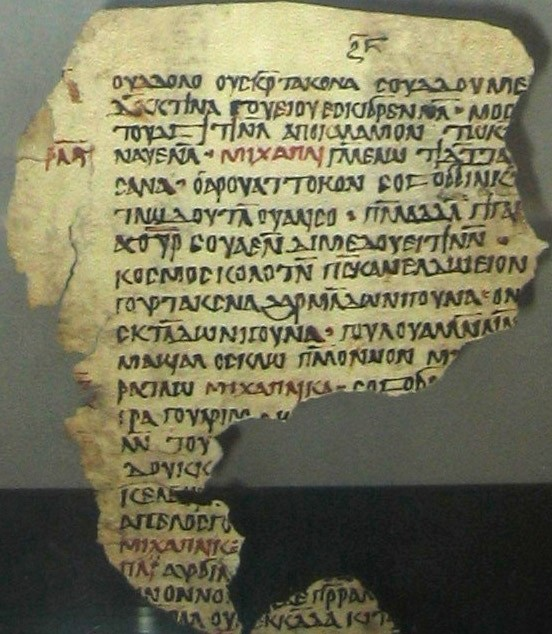
Page provenant d'un manuscrit en ancien nubien du Liber Institutionis Michaelis Archangeli à Qasr Ibrim, IXe siècle – Xe siècle.

A partir du XIVe siècle des maisons fortifiées apparaissent à l'intérieur de la forteresse, témoins probables d'une insécurité croissante dans la région.

### Période musulmane
Sous le règne de Soliman le Magnifique (1520-1566), le général Özdémir Pacha, à la tête d'une armée de 40 000 hommes, s'empare de Qasr Ibrim. Il y laisse une garnison de soldats bosniaques qui transforment la cathédrale en mosquée et renforcent les murailles. La Sublime Porte organise la région en une province contrôlée par l'administration turque et dont la capitale est Qasr Ibrim. La province subsiste jusqu'à la conquête de l’Égypte par Napoléon. 
Une garnison bosniaque y est maintenue jusqu'en 1811 où elle est chassée par les Mamelouks, eux-mêmes chassés en 1812 par Ibrahim Pacha [réf. nécessaire].
À partir de 1812, le site est abandonné.

## Archéologie
Qasr Ibrim a été décrit au début du XXe siècle par Ugo Monneret de Villard. Le site a été étudié pour la première fois en 1908 par David Randall-MacIver et Leonard Woolley pour l'université de Pennsylvanie. À la fin des années 1950, l'UNESCO lance un vaste programme de sauvegarde de monuments avant que la montée des eaux du Lac Nasser ne les submerge. Le service égyptien des antiquités demande à la Société d'exploration de l'Égypte de s'intéresser plus particulièrement à la citadelle de Qasr Ibrim. Beaucoup de bâtiments étaient encore bien préservés malgré leur abandon depuis 1812. L'équipe dirigée par J. Martin Plumley et Herbert Thomson commence ses travaux en 1963, elle dresse les plans du site puis concentre ses efforts sur la cathédrale alors transformée en mosquée. Elle progresse ensuite vers l'est de la cité et découvre une quantité considérable d'objets et de traces dont beaucoup de textes. En 1976, les fouilles sont reprises par le professeur William Y. Adams de l'université du Kentucky. En 1980, les équipes se rendent compte que le site, vu la hauteur de la falaise, ne sera pas entièrement submergé sous les eaux du lac, les recherches peuvent donc se poursuivre de façon plus approfondie. Elles sont alors pilotées par le Dr John Alexander de l'université de Cambridge puis par le Dr Mark Horton de l'université de Bristol à partir de 1988. En 1996, Pamela J. Rose de l'Académie des sciences de Vienne lui succède, les fouilles archéologiques se poursuivront jusqu'en 2006.

En 2019, Elza Yvanez et Magdalena M. Wozniak ont publié une intéressante étude archéologique sur les tissus découverts à Qasr Ibrim (évolution de l'utilisation du coton d'origine locale et de la laine).

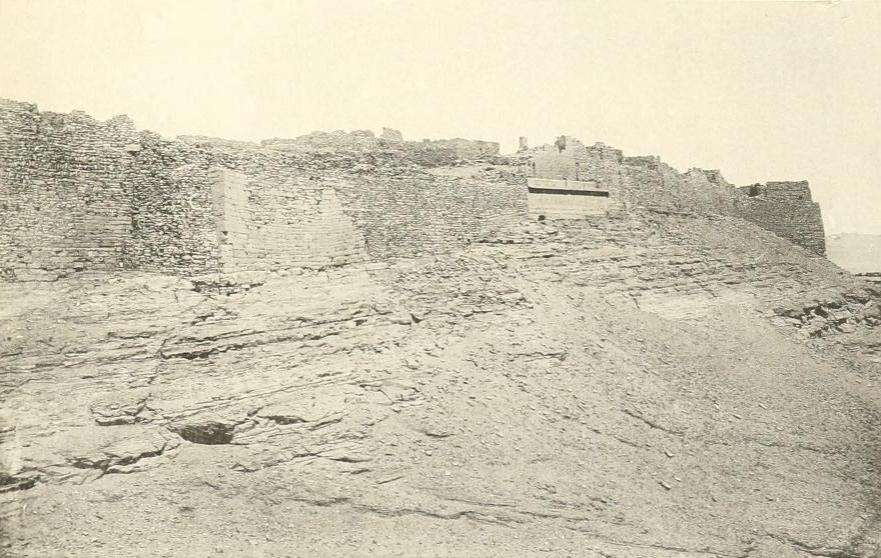
Les remparts en 1908 (Photo Wooley)
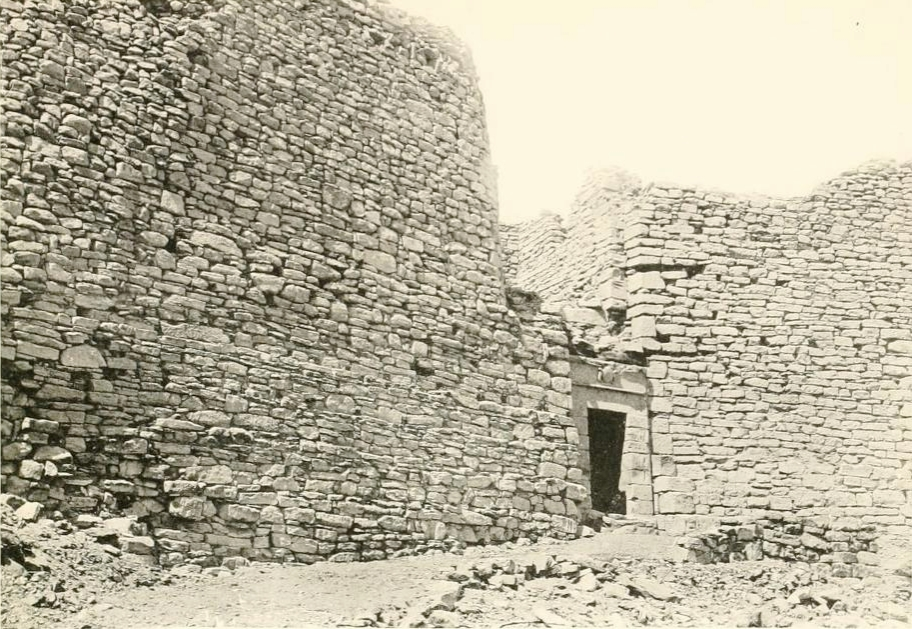
Porte d'accès à la forteresse en 1908 (Photo Wooley)
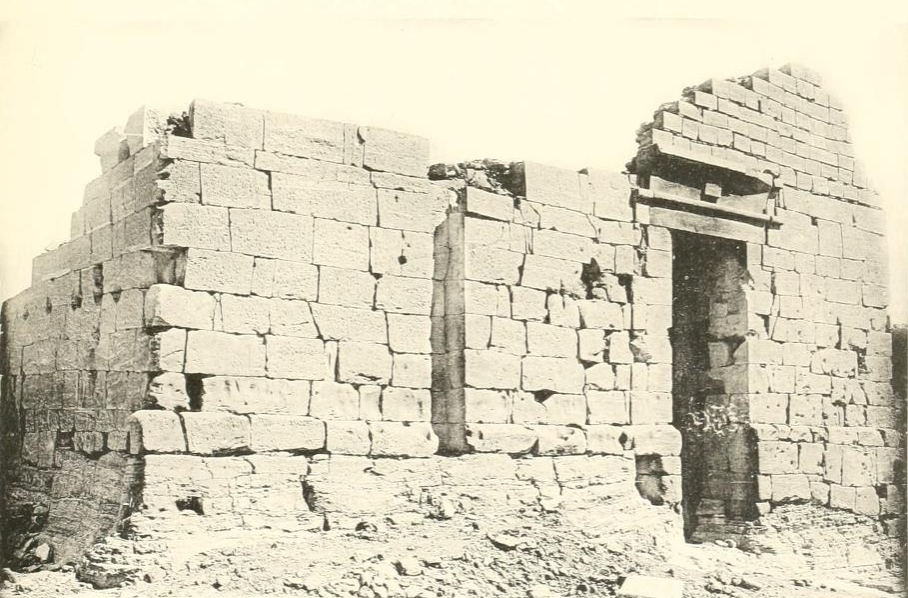
Un temple à l'intérieur de la forteresse en 1908 (photo Wooley)
Forteresse en 1964 (Photo Unesco)

Plusieurs chapelles commémoratives ont été creusées sur le versant ouest de la colline, dédiées à diverses divinités par les vice-rois. Pendant les opérations de sauvegarde lancées lors de la construction du haut barrage d'Assouan, ces chapelles ont été déconstruites et transférées à proximité, sur le site de Ouadi-es-Seboua.